# Донски козаци
Донски козаци (рус. Донские казаки), слободни сељаци и ратници (козаци), већином словенског порекла, који су формирали независне општине у доњем току реке Дон од почетка 15. века. Од средине 16. века до краја 17. века формирали су полу-независну војничку републику (рус. войско) на граници Руског царства и Златне хорде (Кримског каната), а од краја 17. века до Октобарске револуције 1917.  били су повлашћени војнички сталеж и коњичке јединице у Руском царству. У Руском грађанском рату 1918-1920. поделили су се на Црвене (међу којима је најистакнутији био Семјон Буђони) и Беле (које је предводио Алексеј Каледин), а након победе бољшевичке револуције 1920. укинути су као посебан војнички сталеж. Донски козаци Степан Разин (1630-1671) и Јемељан Пугачов (1740-1775) били су вође великих сељачких устанака у царској Русији, а Јермак Тимофејевич (1542-1585) истакао се као освајач Сибира. Улога донских козака у Првом светском рату и Руском грађанском рату детаљно у описани у роману Тихи дон совијетског писца (и донског козака) Михаила Шолохова.

## Историја

### Формирање и организација
Козаци (рус. казак, слободан човек) су настали након уништења Кијевске Русије од стране Татара (1240) од припадника словенских и других народа, већином одбеглих кметова из Пољске и Русије, који су се насељавали у слободним степама између Каспијског мора и доњег Дњепра, у тзв. Дивљем Пољу (рус. Дикое Поле). Мешајући се са староседеоцима, образовали су војне дружине - општине, обично поред великих река, најпре Дњепра, Дона и Волге. Први козаци помињу се већ у монголској војсци Златне хорде, где су служили као граничари, пратиоци каравана и лака коњица под вођством својих атамана и имали своју самоуправу. Да би се одржали, удруживали су се у групе и на погодним местима  по црноморским и донским степама подизали своје градиће - сечи (рус. сечь, утврђење од засека, касније главни град). Бавили су се ловом и риболовом. Постепено су се општине удружиле у веће козачке савезе који су господарили целим територијама, у ствари тампон-зонама између Московске и Пољско-литванске државе са једне, и територија под влашћу Кримског каната с друге стране. У 15. веку те козачке општине формирају јаке разбојничке дружине састављене од лако наоружаних коњаника, који нападају московске и татарске трговце и пљачкају пограничне области свих суседних држава. Почетком 16. века знатно јачају и средином века формирају независне, војнички организоване државице - војске (рус. во́йско), које се називају по областима које су обухватале. Тако су средином 16. века стварају на Дњепру Запорошка војска, а на Дону - Донска војска. Од Донске војске убрзо се одвајају  групе козака које образују Јајичку (рус. Яи́цкое во́йско), Волшку (рус. Волжское во́йско), Гребенску (рус. Гребенское во́йско) и Терску војску (рус. Терское во́йско), а с њом заједно Целокупну донску војску (рус. Все Донское во́йско).
Националност и вера у војскама нису били важни ни јасно изражени. Језгро су чинили Словени: поред њих, било је и Татара, Турака, Влаха, Калмика, Јевреја, Грузина, Черкеза. Било је и Немаца, Француза, Италијана, Шпанаца, па чак и Енглеза који су дошли као трговци или авантуристи, или су заробљавани у борбама, па су ступали у козаке јер су у њих цењене само личне заслуге.
Сву власт у војскама, укључујући и судску, имала је Скупштина Козака способних да носе оружје; она је бирала и атамана на годину дана. Поред обласног, бирани су срески, градски и сеоски атамани, који су вршили управну власт. У рату су бирани походни атамани и друге војне старешине.

### У руској служби
Због честих напада и пљачки, а нарочито због учешћа у устанку Богдана Хмељницког против Пољске и буни Стењке Разина, козаци у 17. веку представљају сталну опасност за Московску државу и Пољску, па оне покушавају да их потчине. У другој половини 17. века готово све козачке војске положиле су заклетву на верност руском цару и примиле руско поданство. Јајичка (Уралска) војска, захваљујући великој удаљености од Москве, тек је 1721. потчињена руском Војном Колегију.
Због учешћа у буни Кондратија Булавина 1707, цар Петар Велики потчинио је Донске козаке и заузео њихове области. Ради заштите границе насељавао их је у новоосвојеним областима, а изабране атамане потврђивао је или их је сам постављао. У току целог 18. века Русија је расељаавањем донских козака стварала нове козачке војске на угроженим границама, за заштиту земље од Турака и кримских Татара, а у Сибиру за заштиту од од номадских ратничких народа. Укидањем козачких скупштина (рус. Во́йсковой круг) 1775. атамани су постали чиновници руске владе, потпуно независни од козачких маса. Постепено се образује класа богатих козака, који добијају повластице на рачун осталих. У 19. веку козачким војскама признат је статус посебне организације са сопственом територијом. До 1802. служба у војсци била је доживотна, а тада је одређена на 30 година (20 у оперативној, а 10 у резервној војсци). За сваку војску одређени су контингенти оружаних снага у мирно и ратно доба. У рату против Наполеона (1812-1813) учествовало је 27 пукова козака, а посебно Летећи корпус атамана Михаила Платова од 14 пукова нарочито се одликовао у гоњењу француске војске. Управа козачких војски образована је 1879. На челу сваке војске налазио се царским указом постављени (рус. наказной) атаман. Поједине војске разликовале су се по одећи.

### Козаци у рату
Добро извежбани, на добрим и издржљивим коњима, козаци су били врло покретљиви и способни за брзе маневре. Усиљеним маршевима, препливавањем великих река, савлађивањем високих плнина, тежили су да изненаде непријатеља. Врло често су изводили ноћне нападе, а нарочито су се одликовали у извођењу реидова и дејствима у позадини непријатеља. У службу су ступали са својим коњем и хладним оружјем; ватрено су добијали од државе. Јахали су без ђемова и мамуза, на козачким седлима (јастук на седишту и високи ункаши), а били су наоружани карабином, сабљом (без рукобрана - тзв. шашка) и копљем.

### 20. век
У Првом светском рату било је мобилисано око 300.000 козака, а велики део је погинуо на бојиштима. У Руском грађанском рату козачка сиротиња определила се за Црвене, а имућнији козаци за Беле: после победе Црвених козаци су 1920. укинути као посебан војнички сталеж. Тек 1936. обновљено је неколико козачких коњичких дивизија, које су се истакле у Другом светском рату.